# 开滦五矿大罢工 (1938年)

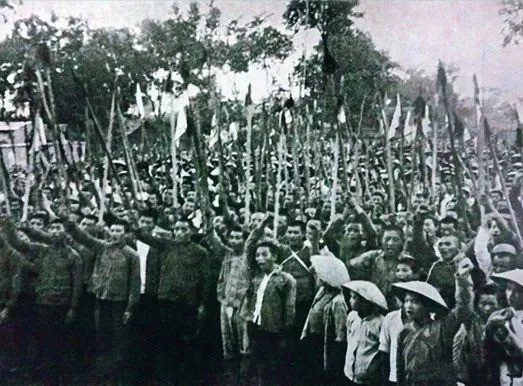
1938年开滦五矿工人同盟大罢工

开滦五矿大罢工，又称开滦五矿同盟大罢工，是1938年3月至5月间中国共产党领导的一次开滦五矿大罢工。时任中共唐山市工委书记周文彬利用开滦煤矿英国资本家与日军和包工头的矛盾，广泛团结矿工队伍，最终迫使英国资本家同意矿工要求，签订劳资协议16条。罢工取得胜利后，罢工队伍在周文彬等中共地下党的领导下，于同年7月发动了武装大暴动，后加入冀东抗日联军。
此次开滦五矿大罢工被中国工人运动的领袖张浩（林育英）评价为“持久抗战中工人阶级在抗日前沿阵地的号炮与旗帜，是在中国客观条件下举行武装起义的模范”。冀东大暴动的领导人李运昌称此次罢工“超越了一般性罢工的范围...直接参加了冀东人民抗日大暴动....形成了工农兵大联合，是震动全国惊动世界的大暴动，其意义是重大的。”

## 背景
续九一八事变占领中国东北地区后，日军不断向华北地区渗透，先后攻占热河和山海关。1933年5月，《塘沽协定》签订后，冀东成为非军事区。1935年6月，《何梅协定》签订后，日军于同年11月在冀东成立“冀东防共自治政府”。:207:2
开滦煤矿是洋务运动时期创办的中国首个官办煤矿，1900年八国联军侵华后改为中英合办，但实际被英国所控制。1937年七七事变后，冀东地区成为日军“战地后方”，随着日军对煤炭需求的增加，英国资本家加深了对矿工的剥削。英国人以矿山亏损为由取消了劳资协议每三年涨一次工资的规定，连续7年不给工人涨工资，并取消工人赖以生存的打连班，此外还取消了节假日双薪，退休金，因工受伤、致残抚恤金等福利:380。与此同时，日本为争夺煤矿利益与英国资本家之间也存在矛盾。
1936年初夏，周文彬被任命为中共唐山市工委书记。1937年12月，中共在滦县榛子镇召开会议决定让周文彬负责具体领导开滦工人罢工与暴动。当时开滦煤矿的矿工大多是来自各地的贫苦农民。他们以同乡会“锅伙”的形式各自组成帮派，各帮派之间很不团结，有时还会发生械斗。周文彬到矿区后，广泛团聚各帮派头领，宣传革命理念，化解工人内部矛盾，共同将矛头对准资本家。:74-83

## 导火索
1938年3月12日，赵各庄矿矿长陈甲三颁发布告，通知从3月16日起实行“井下记工制”，工人每天要多花两个多小时的时间在井上、井下两个牌子房办理七道记工手续。该措施不仅延长了工人在井下的工作时间，而且使工人无法通过上连班增加收入，引起矿工们的强烈不满，成为五矿同盟大罢工的导火索。:385:65-66:208-209
周文彬认为这是发动罢工的好时机，通过地下党和积极分子组织矿工抵制“井下记工制”。 3月15日，陈甲三不顾工人们的反对，在当晚十点班提前实行“井下记工制”，并加强了警戒。在党支部书记刘春喜的带动下四道巷的矿工扔掉工牌怠工。3月16日，上早班和下午班的矿工也都没有要工牌。3月17日，上晚上十点班的矿工砸毁了四道巷西段的牌子房，次日，三道巷、五道巷西段和四道巷东段的牌子房都被砸毁。见势不妙，陈甲三提出与矿工谈判，王家义等8名矿工代表提出了取消井下记工制度等6项要求，但都遭到拒绝。:385-386

## 经过

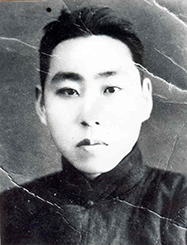
开滦五矿大罢工组织领导人周文彬

1938年3月21日晚，周文彬召集胡志发、王家义、蒋振元、节廷秀、节振国等20余名地下党和矿工骨干分子在赵各庄北山沟召开会议，决定在22日下午1点罢工。周文彬在会议上对矿区的形势做了分析，并制定了“先把矛头指向英国资本家，同时也要提防日寇的破坏和干涉”的策略。:386-387:87-88
3月22日下午1点，赵各庄的矿工率先开始罢工，万名矿工举着斧头和镐把占据矿区重要地点。陈甲三闻讯在矿警的保护下来到公事房，矿工代表蒋振元向他提出了取消井下记工制度，增加工资和不开除工人的条件。陈甲三见状说需要请示总管。下午4点多钟，矿区主管魏肫从唐山赶来，但仍然敷衍了事，说是需要请示英国人，随后与陈甲三走进公事房，从地道口逃走了。矿工们试图追赶他们，遭到矿警开枪拦截。20多名矿工受伤（一说有5名矿工被打死，30多人受伤），8人被捕。罢工当晚，矿工们选举成立了罢工委员会，蒋振元和刘青山任总代表，王家义、胡志发、刘春喜、刘化亭等十余人为委员。此外还成立了一个由千人组成的纠察大队。节振国任纠察大队大队长。次日，节振国率队再次控制赵各庄矿。:387:210
赵各庄矿工罢工后，资本家为遏制罢工潮，在其它矿区增派了矿警，禁止矿工聚集。但林西矿的工人们还是冲破矿警的阻挠于3月24日发动罢工，占领矿山绞车房，包围矿办公大楼。期间，3名矿工被矿警开枪打伤。3月25日，林西矿的矿工选举成立了罢工委员会，并成立一个由800多人组成的斧子队。钱林任斧子队大队长。:390
唐家庄矿为防止矿工罢工成立了一支470多人的“护矿队”，将唐家庄矿封锁。周文彬得知情况后，召集赵各庄的罢工委员会开会决定组织赵各庄的工人武装支持唐家庄矿。3月25日，赵各庄万余名矿工手持斧头、大刀，有的还携带炸药前往唐家庄矿。林西矿罢工委员会也派出斧子队增援。尽管唐家庄矿被严密封锁，但在唐家庄矿工的配合下，矿工们里应外合经过半天的斗争最终攻下唐家庄。赵各庄、林西和唐家庄三矿工人成功会师。3月26日，唐家庄矿工成立了“工会办事处”和三支纠察大队。:390-391:89-91
在东三矿大罢工的带动下，唐山矿和马家沟矿也先后在4月3日和4月8日加入了罢工的队伍，形成五矿同盟大罢工的局面。此后，开滦矿天津、塘沽、秦皇岛等地的码头工人也纷纷声援五矿工人的大罢工。唐山启新洋灰公司和华新纱厂的工人也加入了声援罢工的行列:391:48-49。

## 谈判胜利
开滦矿工大罢工后，英国资本家企图派驻秦皇岛的英军镇压。由于日军与英国人之间的矛盾，英国人的派兵企图遭到日军的警告阻止，“如果英国军队离开铁路线五百米，就将构成破坏国际公法”。武力镇压不成，英国人转为采取饥饿策略，宣布罢工期间概不发工资。但矿工们利用包工和商人与英国人的矛盾，通过借条赊欠的方式购买生活用品，后又用矿区的煤来进行物物交换，解决生活问题。此外，英国人为平息罢工还收买的罢工委员会刘青山和刘化亭两名委员。但在周文彬的带领下，矿工们很快便清除了这两名工贼。英国人此后又试图联合日本人镇压开滦罢工，但日本人担心会引起抗日大暴动，对己不利，鉴于与英国人的矛盾，一直没有发兵。5月4日，英国人与矿工在经过14次谈判后，最终签订以下劳资协议16条，满足了矿工们的要求。开滦五矿同盟大罢工胜利结束。:391-393:94-96
（一）由民国二十七年五月一日起，开滦矿务局矿区五矿及砖厂工人（里工、外工及技术员司以正式在用者为限）一律增薪一角二分，日工按班计算，月工按成数计算。

（二）矿局自民国二十七年起关于：

（甲）外工花红每一整份：井上改为十九元；井下改为二十二元。

（乙）里工按此次加薪后之数目仍按一月为一整份。

（丙）其计算标准改为二百七十工得一全份，二百四十工得四分之三，二百一十工得四分之二，一百八十工得四分之一。

（三）井下计工（即井下牌子房）暂不办理，俟与工人商订改善办法后再行办理。

（四）关于民国二十三年劳资协定第三条之乙项，矿务局完全履行对包工各项管理规则，如包工有违反矿务局规章或虐待工人情况，经矿务局审查属实，应予以严厉之处置，其情节重大者，得取消其合同。

（五）关于民国二十年劳资协定第四条所定抚恤费，由三百元改为四百元，丧葬费由五十元改为一百元。该条其余部分仍照旧有效。

（六）凡里工年满六十岁、外工年满五十五岁后，由矿务局提出或工人自己请求，经本局医生检验身体证明已无工作能力者，矿务局得解雇之给予下列之解雇费：

（甲）在本局服务满二十年以上者，给予等于其工资十个月之解雇费。

（乙）在本局服务未满二十年而在十年或十年以上者，给予等于其工资七个月之解雇费。
（丙）在本局服务未满十年者，给予等于其工资四个月之解雇费。

凡未经正式解雇而自行离工者，不给解雇费。工人年龄及服务年限及工资数目，均以本局劳工处之登记证及各项记录为凭。

（七）矿务局对于建筑工人宿舍及住宅力求扩充，视营业情形，在可能范围内给以增筑。

（八）矿务局对于工人俱乐部当予以设备上之充实，并增加经费。关于管理及经费之支付由矿区主管指导监督之，关于内容之改进尽量容纳工人之意见。

（九）矿务局对于工人福利事业业已择要举办，此后关于工人福利事业如工人食堂、工人消费合作社等，矿务局在可能范围内再行逐项添办或协助工人举办之。

（十）矿务局对于工人子弟教育在可能范围内予以扩充及协助。

（十一）学徒与技术小工如满三年经考试合格者，得升为帮工匠；帮工匠满三年后，如平时工作勤慎，遇有正工匠出缺时，经考试合格者得升为工匠。如工匠无缺时，帮工匠中有服务年份已久，成绩特别优良者，矿务局酌情增加其工资。

（十二）所有各矿井上下工人其现有之工码，如有不及劳资协定所规定之最低工码者，予以加足。

（十三）马家沟矿停闭后，如有失业工人，矿务局招用工人时如年龄合格，身体经医生检验适于工作者，可尽先任用。

（十四）关于工人受伤验伤手续，矿务局应予以便利。

（十五）此次工潮劳资双方蒙受极大损失，深为遗憾，所有罢工期间一切行为如拘、殴、诬辱各部员司，捣毁查工处等均非善良工人之本意。工人代表敬代工人表示歉意。以后劳资双方本合作精神，共同防止再有此种事情之发生。

（十六）四月十四日劳资双方签订之复工信约，应视为本协约之一部分。本协约于五月一日起有效，共签六份，以一份存矿务局，其余五份由劳方保存。

中华民国二十七年五月四日:400-403

## 后续大暴动

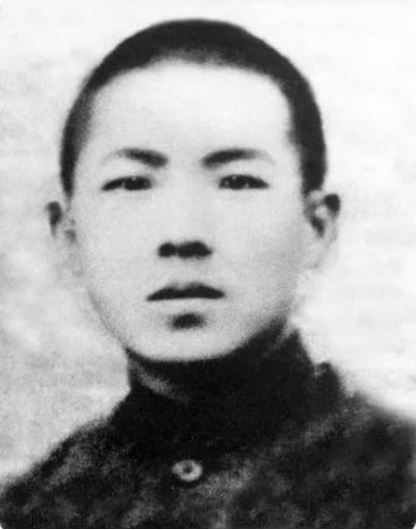
节振国

开滦五矿同盟大罢工结束后，英国人联合日本人报复领导罢工的矿工领袖。蒋振元、节廷秀等人被杀害，节振国在拒捕时受伤，王家义等11人被捕。为配合冀东抗日大暴动，周文彬和开滦矿地下党带领矿工在1938年7月18日开展了武装大暴动，起义队伍后加入冀东抗日联军。:97-102

## 影响
从1938年3月16日至5月4日，为期50天的开滦矿工大罢工使得开滦煤矿当年煤产量减少了50万吨。开滦煤矿的年报称：“这次工潮可称最严重的工潮，且本局的支付亦甚巨大”。英国资本家损失超170多万元，日本订购的军需煤供应被消减了125多万吨。:73:53:403
1938年11月5日，中国工人运动的领袖张浩（林育英）在《持久抗战中的职工运动大纲》如是评价此次开滦五矿大罢工：“这是持久抗战中工人阶级在抗日前沿阵地的号炮与旗帜，是在中国客观条件下举行武装起义的模范”:44。冀东大暴动的领导者李运昌称：“1938年开滦工人大暴动，在冀东抗日游击战争中所起的作用确实很大，它超越了一般性罢工的范围。它直接参加了冀东人民抗日大暴动，配合了八路军挺进冀东开展冀热边游击战争，形成了工农兵大联合，是震动全国惊动世界的大暴动，其意义是重大的。”:45